# Deluxe Soundsystem
Deluxe Soundsystem ist das erste Studioalbum der deutschen Hip-Hop-Gruppe Dynamite Deluxe. Es erschien am 26. März 2000 über die Labels Eimsbush, Buback sowie EMI und gilt als eines der bedeutendsten sowie einflussreichsten deutschsprachigen Hip-Hop-Alben. Infolge der Veröffentlichung des Albums wurde Dynamite Deluxe als Hip Hop Act des Jahres national bei der Echoverleihung 2001 ausgezeichnet.

## Produktion
Die Beats für das Album wurden von den beiden Gruppen-Mitgliedern DJ Dynamite und Tropf produziert. Nur am Instrumental zu Lots of Signs wirkte Jan Delay mit.

## Covergestaltung
Das Albumcover ist vorrangig in blau-schwarzen Farbtönen gehalten und zeigt die drei Mitglieder DJ Dynamite, Samy Deluxe und Tropf in Jacken gekleidet. DJ Dynamite steht an einem Turntable. Im Hintergrund sind Musikboxen und eine nächtliche Skyline zu sehen.

## Gastbeiträge
| Professionelle Bewertungen | Professionelle Bewertungen |
| -------------------------- | -------------------------- |
| Kritiken                   |                            |
| Quelle                     | Bewertung                  |
| laut.de                    | [ 4 ]                      |

An fünf Liedern des Albums sind neben Dynamite Deluxe andere Künstler beteiligt. So ist der Hamburger Rapper Das Bo auf Samy Deluxe Pt. 2 zu hören, während Jan Delay den Refrain des Songs Grüne Brille singt. Der Reggae-Sänger Patrice hat einen Gastauftritt beim Song Lots of Signs und der Rapper Dendemann ist auf DD im Haus vertreten. Außerdem tritt D-Flame beim Titeltrack Deluxe Soundsystem in Erscheinung.

## Titelliste
| #  | Titel              | Gastbeiträge | Produzent                 | Länge |
| -- | ------------------ | ------------ | ------------------------- | ----- |
| 1  | Intro              |              | DJ Dynamite               | 1:30  |
| 2  | Wie jetzt          |              | Tropf                     | 3:00  |
| 3  | Samy Deluxe Pt. 2  | Das Bo       | DJ Dynamite               | 3:21  |
| 4  | Grüne Brille       | Jan Delay    | Tropf                     | 3:47  |
| 5  | Blow Shit Up       |              | DJ Dynamite               | 2:44  |
| 6  | Eigentlich         |              | Tropf                     | 3:00  |
| 7  | DD im Haus         | Dendemann    | DJ Dynamite               | 3:04  |
| 8  | Boom               |              | Tropf                     | 3:27  |
| 9  | Lots of Signs      | Patrice      | DJ Dynamite und Jan Delay | 4:15  |
| 10 | Instinkt           |              | DJ Dynamite               | 3:25  |
| 11 | Meilenstein        |              | Tropf                     | 3:15  |
| 12 | Zornig!            |              | DJ Dynamite               | 2:26  |
| 13 | Deluxe Soundsystem | D-Flame      | Tropf                     | 3:54  |
| 14 | Ladies & Gentlemen |              | Tropf                     | 3:47  |
| 15 | Zapzap             |              | Tropf                     | 1:24  |
| 16 | Bis dato           |              | Tropf                     | 3:46  |

## Chartplatzierungen und Singles
Das Album stieg in der 15. Kalenderwoche des Jahres 2000 auf Platz 4 in die deutschen Charts ein und belegte in der folgenden Woche Rang 8, bevor es noch einmal auf Position 4 stieg und anschließend die Top 10 verließ. Insgesamt konnte sich Deluxe Soundsystem 21 Wochen in den Top 100 halten. In den deutschen Jahrescharts 2000 belegte der Tonträger Rang 70.
Als Singles wurden Ladies & Gentlemen, Wie jetzt und Grüne Brille veröffentlicht.

## Rezeption
Malin Teegen von MZEE beschreibt das Album rückblickend als „rundes Gesamtkunstwerk.“ Es sei „wie ein Fieber, das die Hörer:innen selbst mit HipHop infiziert“ und es versetze „den:die Hörer:in direkt zurück in die 2000er.“